# Let's Face the Music and Dance
Let's Face the Music and Dance è un album in studio del cantante di musica country statunitense Willie Nelson, pubblicato nel 2013.

## Tracce
1. Let's Face the Music and Dance – 3:23 (Irving Berlin)
2. Is The Better Part Over – 2:39 (Willie Nelson)
3. You'll Never Know – 3:32 (Harry Warren, Mack Gordon)
4. Vous Et Moi – 3:23 (Django Reinhardt)
5. Walkin' My Baby Back Home – 3:42 (Roy Turk, Fred E. Ahlert)
6. Matchbox – 2:40 (Carl Perkins)
7. Twilight Time – 4:07 (Buck Ram)
8. I Can't Give You Anything But Love – 3:45 (Jimmy McHugh, Dorothy Fields)
9. I'll Keep On Loving You – 3:38 (Moon Mullican)
10. I Wish I Didn't Love You So – 4:18 (Frank Loesser)
11. South of the Border – 3:51 (Jimmy Kennedy, Michael Carr)
12. Nuages – 3:37 (Django Reinhardt)
13. Marie (The Dawn Is Breaking) – 3:07 (Irving Berlin)
14. Shame On You – 2:25 (Spade Cooley)